# Donavan Grondin
Donavan Vincent Grondin (Saint-Pierre, Reunión, 26 de septiembre de 2000) es un deportista francés que compite en ciclismo en las modalidades de pista y ruta.
Participó en los Juegos Olímpicos de Tokio 2020, obteniendo una medalla de bronce en la prueba de madison (junto con Benjamin Thomas).
Ganó dos medallas de oro en el Campeonato Mundial de Ciclismo en Pista, en los años 2021 y 2022, y seis medallas en el Campeonato Europeo de Ciclismo en Pista entre los años 2022 y 2024.

## Medallero internacional
| Juegos Olímpicos   | Juegos Olímpicos         | Juegos Olímpicos  | Juegos Olímpicos |
| Año                | Lugar                    | Medalla           | Competición      |
| ------------------ | ------------------------ | ----------------- | ---------------- |
| 2020               | Tokio (Japón)            | Medalla de bronce | Madison          |
| Campeonato Mundial |                          |                   |                  |
| Año                | Lugar                    | Medalla           | Competición      |
| 2021               | Roubaix (Francia)        | Medalla de oro    | Scratch          |
| 2022               | Saint-Quentin (Francia)  | Medalla de oro    | Madison          |
| Campeonato Europeo |                          |                   |                  |
| Año                | Lugar                    | Medalla           | Competición      |
| 2022               | Múnich (Alemania)        | Medalla de oro    | Ómnium           |
| 2022               | Múnich (Alemania)        | Medalla de plata  | Madison          |
| 2023               | Grenchen (Suiza)         | Medalla de bronce | Puntuación       |
| 2023               | Grenchen (Suiza)         | Medalla de bronce | Scratch          |
| 2023               | Grenchen (Suiza)         | Medalla de bronce | Madison          |
| 2024               | Apeldoorn (Países Bajos) | Medalla de plata  | Madison          |

## Resultados en Grandes Vueltas
| Carrera | Carrera         | 2020 | 2021 | 2022 | 2023 | 2024  |
| ------- | --------------- | ---- | ---- | ---- | ---- | ----- |
|         | Giro de Italia  | —    | —    | —    | —    | 119.º |
|         | Tour de Francia | —    | —    | —    | —    | —     |
|         | Vuelta a España | —    | —    | —    | —    | —     |

| —: No participó | Ab: Abandono |

## Equipos
- Arkéa (2020-)
  - Arkéa Samsic (2020-2023)
  - Arkéa-B&B Hotels (2024-)